# Narodni park Écrins
Narodni park Écrins je francoski narodni park v Alpah, ustanovljen leta 1973. Nahaja se na jugovzhodu Francije v goratem predelu Daufinejskih Alp med Grenoblom na severovzhodu, Gapom na jugu in Briançonom na severovzhodu, obsegajoč 91.800 hektarov površine. Obdajajo ga reke Drac, Durance, Guisane in Romanche. 
Narodni park zajema ozemlja naslednjih občin:
Ancelle, Aspres-lès-Corps, Bénévent-et-Charbillac, Besse-en-Oisans, Buissard, Chabottes, Champcella, Champoléon, Chantelouve, Châteauroux-les-Alpes, Chauffayer, Clavans-en-Haut-Oisans, Crots, Embrun, Entraigues, Freissinières, L'Argentière-la-Bessée, La Chapelle-en-Valgaudémar, La Grave, La Motte-en-Champsaur, Lavaldens, Le Bourg-d'Oisans, Le Monêtier-les-Bains, Le Périer, Les Costes, Les Infournas, Les Vigneaux, Mizoën, Mont-de-Lans, Orcières, Oris-en-Rattier, Ornon, Oulles, Pelvoux, Prunières, Puy-Saint-Vincent, Puy-Saint-Eusèbe, Puy-Sanières, Réallon, Réotier, Saint-Apollinaire, Saint-Bonnet-en-Champsaur, Saint-Christophe-en-Oisans, Saint-Clément-sur-Durance, Saint-Eusèbe-en-Champsaur, Saint-Firmin, Saint-Jacques-en-Valgodemard, Saint-Jean-Saint-Nicolas, Saint-Julien-en-Champsaur, Saint-Léger-les-Mélèzes, Saint-Maurice-en-Valgodemard, Saint-Michel-de-Chaillol, Savines-le-Lac, Valbonnais, Valjouffrey, Vallouise, Vénosc, Villar-d'Arêne, Villard-Notre-Dame, Villard-Reymond, Villar-Loubière.
V parku se nahaja več kot sto vrhov, ki presegajo mejo 3.000 m, in 40 ledenikov, ki pokrivajo približno 17.000 hektarov površine. V njem je 740 km vzdrževanih in označenih poti ter 30 gorskih zavetišč. Najvišja točka parka je 4.101 m visoki Barre des Écrins, poleg njega sta znana še La Meije (3.983 m) in Mont Pelvoux (3.946 m).
V parku živijo številne živalske vrste, kot so:
- gamsi (12.000),
- gorske koze (600 v treh populacijah),
- svizci,
- hermelini,
- veverice,
- lisice,
- volkovi (prehodno),
- risi (prehodno),
- gadi.

Med pticami so prisotni planinski orli, jastrebii, sokoli selci, velike uharice, ruševci.
Raslinstvo obsega 1800 vrst, od borov in tis do alpske možine, planike in pelina.